# Atletica leggera ai XII Giochi panafricani - 800 metri piani maschili
La specialità degli 800 metri piani maschili ai XII Giochi panafricani si è svolta il 26, 27 e 28 agosto 2019 allo Stadio Moulay Abdallah di Rabat, in Marocco.
La competizione è stata vinta dal tunisino Abdessalem Ayouni, che ha preceduto il keniano Cornelious Kipkoech Tuwei (argento) e il marocchino Nabil Oussama.

## Podio
| Oro     | Abdessalem Ayouni Tunisia       |
| Argento | Cornelious Kipkoech Tuwei Kenya |
| Bronzo  | Nabil Oussama Marocco           |

## Risultati

### Batterie
Qualificazione: i primi 3 di ogni batteria (Q) e i 4 migliori tempi degli esclusi (q) si qualificano in semifinale.
| Class | Gruppo | Nome                        | Nazione              | Tempo   | Note |
| ----- | ------ | --------------------------- | -------------------- | ------- | ---- |
| 1     | 3      | Abel Kipsang Bele           | Kenya                | 1:48.34 | Q    |
| 2     | 3      | Nabil Oussama               | Marocco              | 1:48.48 | Q    |
| 3     | 3      | Salim Abu Mayanja           | Uganda               | 1:48.54 | Q    |
| 4     | 3      | Riadh Chninni               | Tunisia              | 1:48.59 | q    |
| 5     | 3      | Hamada Ahmed                | Egitto               | 1:48.98 | q    |
| 6     | 2      | Abdessalem Ayouni           | Tunisia              | 1:50.05 | Q    |
| 7     | 2      | Tshepo Tshite               | Sudafrica            | 1:50.12 | Q    |
| 8     | 1      | Eric Nzikwinkunda           | Burundi              | 1:50.21 | Q    |
| 9     | 2      | Mohamed Belbachir           | Algeria              | 1:50.23 | Q    |
| 10    | 2      | Nicholas Kiplangat Kipkoech | Kenya                | 1:50.26 | q    |
| 11    | 4      | Mouad Zahafi                | Marocco              | 1:50.27 | Q    |
| 12    | 2      | Mostafa Smaili              | Marocco              | 1:50.29 | q    |
| 13    | 1      | Cornelious Kipkoech Tuwei   | Kenya                | 1:50.36 | Q    |
| 14    | 1      | Edose Ibadin                | Nigeria              | 1:50.46 | Q    |
| 15    | 1      | Semere Mihret               | Eritrea              | 1:50.54 |      |
| 16    | 1      | Adisu Girma                 | Etiopia              | 1:50.73 |      |
| 17    | 4      | Tshepiso Masalela           | Botswana             | 1:50.77 | Q    |
| 18    | 1      | Boitumelo Masilo            | Botswana             | 1:50.89 |      |
| 19    | 3      | Nyasha Mutsetse             | Zimbabwe             | 1:51.34 |      |
| 20    | 4      | Edrissa Marong              | Gambia               | 1:51.55 | Q    |
| 21    | 4      | Omer Amano                  | Etiopia              | 1:52:54 |      |
| 22    | 2      | Prosper Niyonkuru           | Burundi              | 1:53.16 |      |
| 23    | 4      | Manuel Benjamin             | Guinea Equatoriale   | 1:53.50 |      |
| 24    | 2      | Diarra Hamidou              | Mali                 | 1:54.51 |      |
| 25    | 4      | Kevin Bobando               | Rep. del Congo       | 1:55.01 |      |
| 26    | 2      | Bacha Morka                 | Etiopia              | 1:55.22 |      |
| 27    | 4      | Jean Bertrand Vielleuse     | Mauritius            | 1:55.29 |      |
| 28    | 3      | Abdirashid Yusuf Ali        | Somalia              | 1:55.66 |      |
| 29    | 1      | Gilberto Leite              | São Tomé e Príncipe  | 1:59.32 |      |
| dnf   | 1      | Francky Mbotto              | Rep. Centrafricana   | dnf     |      |
| dns   | 3      | Dex Dex                     | Athlete Refugee Team | dns     |      |

### Semifinali
Qualificazione: i primi 4 di ogni semifinale (Q) si qualificano in finale.
| Class | Gruppo | Nome                        | Nazione   | Tempo   | Note |
| ----- | ------ | --------------------------- | --------- | ------- | ---- |
| 1     | 1      | Abel Kipsang Bele           | Kenya     | 1:47.91 | Q    |
| 2     | 1      | Mohamed Belbachir           | Algeria   | 1:48.12 | Q    |
| 3     | 1      | Mostafa Smaili              | Marocco   | 1:48.23 | Q    |
| 4     | 1      | Cornelious Kipkoech Tuwei   | Kenya     | 1:48.35 | Q    |
| 5     | 1      | Riadh Chninni               | Tunisia   | 1:48.43 |      |
| 6     | 2      | Abdessalem Ayouni           | Tunisia   | 1:48.51 | Q    |
| 7     | 2      | Nabil Oussama               | Marocco   | 1:48.76 | Q    |
| 8     | 2      | Tshepiso Masalela           | Botswana  | 1:48.92 | Q    |
| 9     | 2      | Nicholas Kiplangat Kipkoech | Kenya     | 1:48.93 | Q    |
| 10    | 2      | Salim Abu Mayanja           | Uganda    | 1:49.04 |      |
| 11    | 1      | Eric Nzikwinkunda           | Burundi   | 1:49.14 |      |
| 12    | 2      | Tshepo Tshite               | Sudafrica | 1:49.17 |      |
| 13    | 2      | Mouad Zahafi                | Marocco   | 1:49.18 |      |
| 14    | 2      | Edose Ibadin                | Nigeria   | 1:49.37 |      |
| 15    | 1      | Hamada Ahmed                | Egitto    | 1:50.10 |      |
| 16    | 1      | Edrissa Marong              | Gambia    | 1:51.76 |      |

### Finale
| Class   | Nome                        | Nazione  | Tempo   | Note                                 |
| ------- | --------------------------- | -------- | ------- | ------------------------------------ |
| Oro     | Abdessalem Ayouni           | Tunisia  | 1:45.17 | Record dei Giochi · Record nazionale |
| Argento | Cornelious Kipkoech Tuwei   | Kenya    | 1:45.41 |                                      |
| Bronzo  | Nabil Oussama               | Marocco  | 1:45.42 |                                      |
| 4       | Abel Kipsang Bele           | Kenya    | 1:45.43 |                                      |
| 5       | Mostafa Smaili              | Marocco  | 1:45.73 |                                      |
| 6       | Nicholas Kiplangat Kipkoech | Kenya    | 1:46.08 |                                      |
| 7       | Mohamed Belbachir           | Algeria  | 1:46.10 |                                      |
| 8       | Tshepiso Masalela           | Botswana | 1:46.82 |                                      |